# Балиг-ур-Рехман, Мухаммад
Мухаммад Балиг-ур-Рехман (англ. Muhammad Baligh Ur Rehman; род. 21 декабря 1970, Бахавалпур, Пенджаб) — пакистанский государственный и политический деятель. Работает губернатором Пенджаба и находится в должности с 30 мая 2022 года по назначению президента Арифа Алви, присягу принял главный судья Высокого суда Лахора Мухаммад Амир Бхатти. Ранее с 2013 по 2017 год занимал должность министра образования, внутренних дел и контроля над оборот наркотиков в правительстве Наваза Шарифа. C 2008 по май 2018 года был членом Национальной ассамблеи.

## Биография
Родился 21 декабря 1970 года в Бахавалпуре. В 2008 году впервые избран членом Национальной ассамблеи Пакистана на парламентских выборах от избирательного округа NA-185 по списку Пакистанской мусульманской лиги (Н) (ПМЛ (Н)).
В 2013 году избран членом Национальной ассамблеи во второй раз по списку ПМЛ (Н) от округа NA-185 на парламентских выборах.
В июне 2013 года был назначен министром образования и профессиональной подготовки.
В ноябре 2013 года получил дополнительную должность министра внутренних дел и по контролю за оборотом наркотиков в кабинете Наваза Шарифа. В июле 2017 года перестал занимать должность министра, когда федеральный кабинет был распущен после отстранения премьер-министра Наваза Шарифа по решению по делу о Панамских документах. После избрания Шахида Хакана Аббаси премьер-министром Пакистана в августе 2017 года он вновь получил должность в правительстве, стал министром образования и обучения. После роспуска Национальной ассамблеи по истечении срока его полномочий 31 мая 2018 года перестал занимать должность министра.
30 мая 2022 года президент Пакистана Ариф Алви назначил его губернатором Пенджаба.